# Doomed!: The Untold Story of Roger Corman's The Fantastic Four
Doomed!: The Untold Story of Roger Corman's The Fantastic Four é um documentário de 2015 sobre a problemática produção do filme não lançado do Quarteto Fantástico chamado The Fantastic Four de 1994, da série de filmes homônima. O documentário consiste em entrevistas de indivíduos que estiveram intimamente envolvidos na produção do filme, incluindo o elenco, Oley Sassone (diretor) e Glenn Garland (editor).

## Recepção
O site de agregação de análises Rotten Tomatoes relatou uma taxa de aprovação de 83% com base em 6 análises.
Scott Collura, da IGN, deu ao filme uma classificação de 6,8, indicando "ok". Ele o descreveu como, "... uma jornada bem interessante (embora mal montada)..." Scott Weinberg, da Nerdist, deu ao filme uma classificação de 4/5 estrelas e disse, "... [o filme] cobre todos os fatos pertinentes em relação a esta produção infame, mas o faz de uma forma nítida, divertida e suavemente informativa. Eric Walkuski, da JoBlo.com, deu ao filme uma classificação de 8/10 estrelas e disse: "O diretor Marty Langford mantém o documentário avançando muito bem, sem nenhum obstáculo no caminho" e "Até filmes de nível Z merecem ser amados, e DOOMED habilmente ilumina um desses casos."
Jim Tudor, do Screen Anarchy, disse: "A informação é densa e um pouco seca às vezes, mas para um filme desse tipo, [o filme] é bem feito, até mesmo divertido." David Craig, da Starburst Magazine, deu ao filme uma classificação de 7/10 estrelas: "[O filme] é uma releitura muito competente de uma estranha série de eventos, mas que pode ter dificuldade para se destacar da multidão, e talvez não esteja destinado a encontrar um público fora da comunidade de nicho de fãs de histórias em quadrinhos para quem o filme de Corman se tornou bem conhecido."